# Fort Good Hope
Fort Good Hope (ou Comunidade de K'asho Got'ine) é uma comunidade localizada na Região de Sahtu, nos Territórios do Noroeste, Canadá. Fica localziada em uma península entre Jackfish Creek e o lado leste do rio Mackenzie, aproximadamente a 145 km noroeste de Norman Wells. As 2 línguas mais faladas são o inglês e o slavey. 
A população é de 557 habitantes, dos quais 515 são Primeiras Nações.